# 伊梅纳斯战斗
伊梅纳斯战斗（法語：Bataille d'Imenas）是爆發於2013年2月27日至3月1日期間，在馬利加奧附近進行的戰鬥，最終結果由法國和馬利聯軍獲勝。

## 概況
2013年2月27日，法軍控制了位於加奧東方約六十公里的伊梅纳斯。伊斯蘭份子雖然作出抵抗，但在直升機與裝甲運兵車的干預之下，選擇撤退。
3月2日，伊梅纳斯爆發一場戰鬥，根據馬利軍發言人指出，此場對峙從上午9時30分開始，至下午2時結束，法馬聯軍沒有任何人員損失，但伊斯蘭份子中52人陣亡。法軍從空中進行空襲，協助陸上軍隊打擊叛軍。一名馬利士兵表示：「我參與了在伊梅纳斯的戰鬥，我們摧毀MUJAO（MOJWA）的一個基地，而他們的部隊有許多人陣亡，但我軍回到加奧時，沒有失去任何成員。」